# Онвумере, Тоби
Тоби Онвумере (англ. Toby Onwumere; род. 1 февраля 1990) — американский актёр театра и кино, ставший известным благодаря ролям в сериале «Восьмое чувство» (2016) и в фильме «Матрица: Воскрешение» (2021).

## Биография
Тоби Онвумере родился в 1990 году в Нигерии. Позже его семья переехала в США, в штат Техас. Онвумере окончил Калифорнийский университет в Сан-Диего, а параллельно с учёбой начал карьеру актёра. Он играет в театре (это роли в ряде пьес Уильяма Шекспира), в кино и на телевидении. В 2016 году Онвумере получил роль в рождественском эпизоде сериала «Восьмое чувство». В фильме «Матрица: Воскрешение» (2021) он сыграл Секвойю.
Фильмография
| Год       |   | Русское название     | Оригинальное название    | Роль      |
| --------- | - | -------------------- | ------------------------ | --------- |
| 2016—2016 | с | Восьмое чувство      | Sense8                   | Кафеус    |
| 2018—2018 | с | Империя              | Empire                   | Кай       |
| 2021      | ф | Матрица: Воскрешение | The Matrix Resurrections | Секвойя   |
| 2022      | с | Разумное сомнение    | Reasonable Doubt         | Уилл      |
| 2022      | ф | Хороший человек      | A Good Person            | Джесс     |
| 2024      | ф | Зачинщики            | The Instigators          | Джон Уэйн |
| 2025      | ф | Свет                 | Das Licht                | Гордон    |